# Zapsilla (rejon krzemieńczucki)
Zapsilla (ukr. Запсілля) – wieś na Ukrainie, w obwodzie połtawskim, w rejonie krzemieńczuckim, w hromadzie Omelnyk. W 2001 liczyła 587 mieszkańców.